# Ведзатхеві
Ведзатхеві (груз. ვეძათხევი) — село в Грузії.
За даними перепису населення 2014 року в селі проживає 18 осіб.